# Hermeric
Hermeric (Spaans: Hermerico) (? - 441) was de eerste koning (409 - 438) van de Sueben in Gallaecia.

## Primaire bronnen
Niets is met zekerheid bekend over Hermeric vóór 419, het jaar waarin hij voor het eerst wordt genoemd. Volgens de Spaanse bisschop Hydatius (die zijn kroniek schreef rond het jaar 470) was Hermeric in 419 de koning van de Sueben  in de stad Braga (Bracara Augusta). In een andere bron Historia de Regibus Gothorum, Vandalorum et Suevorum, beweert Isidorus van Sevilla twee eeuwen later dat Hermeric al koning was in 406.  Isidorus baseerde zich voornamelijk op Hiëronymus van Stridon, Hydatius, Prosper Tiro en Orosius, van wie geen van deze Hermaneric noemt voor 419. Door Orosius (die een ooggetuige was) is overgeleverd dat de koningen van de Vandalen, Alanen en Sueben een verdrag met de Romeinen sloten dat vergelijkbaar was met dat van de Visigoten.

## Geschiedenis

### Regering
Hermeric was een heidense vorst en staat grotendeels geboekstaafd als een vijand van het Romeinse rijk. Echter waren er ook perioden dat hij met de Romeinen samenwerkte. Hij onderhandelde met keizer Honorius over een vestigingsgebied voor zijn volk in 411. Nadat hij de keizer gezworen had trouw te dienen als foederati werd hem een gebied in de Romeinse provincie Gallaecia toegewezen. In ruil voor militaire diensten werd het de Sueben toegestaan een eigen autonome bestuur te vormen. De regering van Hermeric duurde tweeëndertig jaar in de meeste manuscripten van Isidorus van Sevilla's Historia Suevorum, maar één manuscript vermeldt zijn bewind als veertien jaar. 

### Volksverhuizing naar Spanje

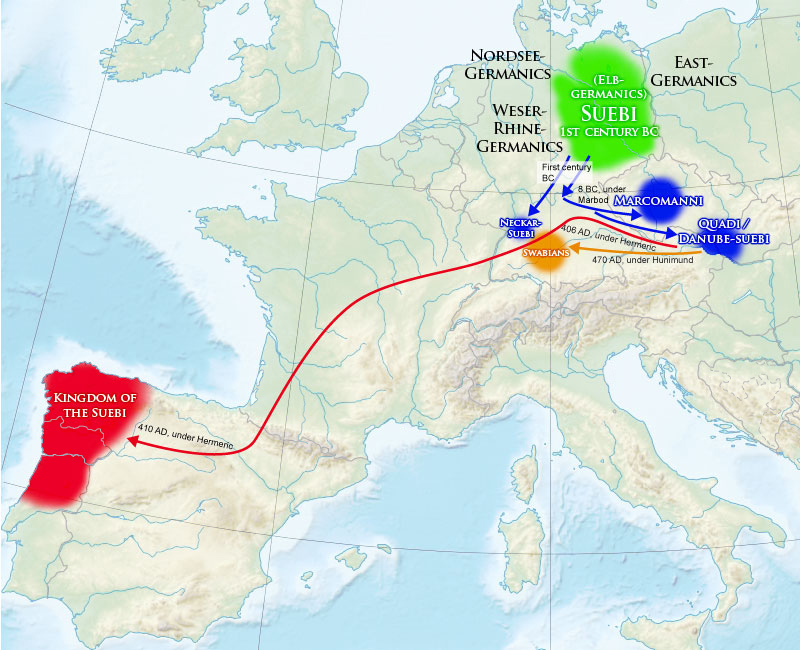
Suevische migratie door Europa

Afgaande op Isidorus leidde Hermeric het volk van de Sueben vanuit het oorspronkelijke woongebied ten noorden van de Donau op een zwervend bestaan door Germanië. In 406 trokken zij, samen met de Alanen en de Vandalen (Asdingen en Silingen), over de bevroren Rijn het Romeinse Rijk binnen. Deze volken trokken door Gallië naar het zuiden, de Pyreneeën over en veroverden grote delen van het Iberisch schiereiland. In 411 werden de veroverde gebieden door loting verdeeld en konden de Sueben zich vestigden in de Romeinse provincie Gallaecia. Hun hoofdstad was Bracara Augusta, de huidige Portugese stad Braga. De Romeinen probeerden de nieuwkomers binnen hun rijk aan zich te binden door verdragen met hen te sluiten. In ruil voor schenkingen van goederen en geld leverden de Sueven rekruten voor het Romeinse leger.
Niettemin ontstonden er conflicten met de nieuwkomers doordat de Sueven de verdragen schonden en zich buiten hun territorium ophielden, waar plunderingen plaatsvonden. In 416 lieten de Romeinen  de Visigoten, foederati in Gallië, overkomen naar Spanje om de eerder aangekomen stammen te pacificeren. Dit leger ging zeer voortvarend te werk. De Alanen en de Silingen leden zulke zware verliezen dat deze noodgedwongen aansluiting zochten bij de Asdingen. De expeditie van de Visigoten werd door de Romeinen afgebroken nog voordat de macht van de Sueben en de Asdingen was gebroken. In 419 ontstond er een conflict tussen de Sueben en de Vandalen. De Sueben werden in 421 door interventie van de Romeinse generaal Asterius van een nederlaag gered.

### Oorlog met de Romeinen
Hermeric bewaarde de vrede totdat de Vandalen naar Africa trokken in 429. Daarna voerde hij plundertochten uit in hun vroegere gebied en tegen de inheems-Romeinse bevolking in zijn eigen koninkrijk. De inheemse bevolking deed een beroep op Flavius Aetius, de opperbevelhebber van het West-Romeinse rijk. Zijn afgezant Censorius wist Hermeric te matigen, maar pas in 435 kon er – door bemiddeling van bisschoppen en directe onderhandelingen met de keizer – een nieuwe vrede gesloten worden.
In 438 deed Hermeric, ernstig ziek, afstand van de troon. Zijn zoon Rechila volgde hem op. In 441 stierf Hermeric.

## Moderne historici over Hermeric
Volgens E.A. Thompson in zijn Romans and Barbarians: The Decline of the Western Empire uit 1982, valt uit Isidorus af te leiden dat Hermeric de Sueven aanvoerde toen zij samen met de Vandalen en Alanen in december 405/406 de Rijn overstaken. Zij doorkruisten Gallië, staken de Pyreneeën over en vestigden zich in Hispania. Michael Kulikowski betoogde dat de Sueven waarschijnlijk tussen 407 en 409 in Noord-Gallië verbleven en pas twee jaar later tussen 409 en 411 naar Galicië verhuisde. Theodor Mommsen geloofde dat de Sueven in die periode foederati waren, van Ernst Stein is het idee afkomstig dat de Sueven een overeenkomst hadden gesloten met de Romeinse usurpator Magnus Maximus waarbij ze de westelijke helft van Hispania ontvingen. Voor de stellingen van Mommsen en Stein ontbreekt primair bewijs. In 411 (volgens Ludwig Schmidt) of 417 (volgens Felix Dahn) sloot Hermeric een verdrag met de Romeinse keizerschap Honorius. Deze stellingen ontlenen zij aan een opmerking van Isidorus over een verdeling van Hispania (door het lot) tussen de barbaarse volkeren in 411.  Het oosten van de provincie Gallaecia met zijn hoofdstad van Braga (Bracara Augusta) viel toe aan de Sueven, terwijl het westen van de provincie naar de volksrijke Hasdingen ging.